# メロンチック
メロンチックは、ソーレアリアに所属している日本のお笑いコンビである、2006年結成。

## メンバー
- 西本 庄壮 （にしもと しょうぞう、1978年9月7日 - ）

愛媛県出身、血液型：Ｂ型、身長：170cm、体重：75ｋｇ、趣味：スポーツ、特技：実演販売、相撲（国民体育大会選手候補）
- OGA（おが、本名：小笠原 豊和（おがさわら とよかず）、1979年2月21日 - ）

愛媛県出身、血液型：Ｂ型、身長：175cm、体重：85ｋｇ、趣味：スポーツ、音楽、特技：実演販売、野球、サッカー、資格：歯科技工士資格勉強中、調理師免許、危険物取扱者乙4類、英検2級

## 出演

### テレビ番組
- 王様のブランチ（TBSテレビ ）
- 東京西逸品捜査班「逸品刑事編」（JCN）

### ラジオ
- 四番 なかやま（TBSラジオ）
- メロンチックのおらぶラジオ!!（FMがいや）

### ライブ
- レンコン寄席